# Ligne Neuchâtel – La Chaux-de-Fonds – Le Locle-Col-des-Roches
La ligne Neuchâtel – La Chaux-de-Fonds – Le Locle-Col-des-Roches est une des lignes ferroviaires exploitée par les Chemins de fer fédéraux suisses (CFF).

## Histoire
La première section, entre La Chaux-de-Fonds et Le Locle, est mise en service le 2 juillet 1857 par la « Compagnie du Chemin de fer du Jura Industriel » (JI).
Une fois le tunnel du Mont-Sagne (1 354 m) percé, le tronçon entre La Chaux-de-Fonds et Les Convers est ouvert à l'exploitation le 27 novembre 1859 et, quatre jours plus tard, Les Hauts-Geneveys sont reliés à la gare de Neuchâtel. Un tracé avec rebroussement à la gare en cul-de-sac de Chambrelien a été choisi, évitant ainsi de trop fortes rampes.
Enfin, les 3 259 mètres du tunnel des Loges entre Les Hauts-Geneveys et les Convers sont vaincus, permettant au dernier maillon de se fermer ; le premier train relie le Haut (La Chaux-de-Fonds) au Bas du canton (Neuchâtel) le 15 juillet 1860, raccordant ainsi les Montagnes neuchâteloises au réseau ferré suisse.
Au fil des années, différents points d'arrêt seront supprimés : Neuchâtel-Vauseyon en 2004, Le Villaret en 1977, Les Convers en 1995, La Chaux-de-Fonds-Ouest (anciennement Les Abattoirs) en 1995, Bonne-Fontaine (anciennement Eplatures-Bonne-Fontaine) en 1986, Les Eplatures (anciennement Eplatures-Temple) et Le Crêt-du-Locle (anciennement Eplatures-Crêt) en 1995. Cette dernière station perdra sa voie de croisement mais sera cependant rouverte comme halte en 2007.
En août 2004 intervient la modernisation des installations de sécurité entre Chambrelien et Le Locle-Col-des-Roches. Des nouveaux enclenchements télécommandables de type Siemens SIMIS-W sont mis en service, permettant la suppression du personnel d'exploitation dans les gares de Chambrelien, Les Geneveys-sur-Coffrane, Les Hauts-Geneveys, La Chaux-de-Fonds et Le Locle. Un agent doit être maintenu au Locle-Col-des-Roches afin de desservir le système CAPI assurant la sécurité des convois entre cette gare et Morteau.
En janvier 2015 le système ZUB remplacera le Signum entre La Chaux De Fonds et Le Locle-Col des Roches. À cette date, les TER X 73500 qui sont uniquement équipés du système Signum installé depuis seulement 2009 ne pourront plus circuler jusqu'à La Chaux-de-Fonds. Ils seront limités au Locle et les CFF prendront la relève jusqu’à La Chaux De Fonds hormis si le système KVB est installé sur cette portion de ligne ce qui est encore en discussion. La règle de la nouvelle signalisation voudrait que les X 73500 s'arrêtent à la gare du Col-Des-Roches ; or il n'y a qu'une seule voie dans cette gare et les passagers ne pourront pas changer de train dans cette gare ; les trains devraient obligatoirement aller jusqu'au Locle pour assurer des transbordements et correspondances ce qui n'est pas possible au Col-Des-Roches.
En 2017, le système ZUB sera remplacé par l'ERTMS, ce système sera peut-être complété par le KVB qui sera peut-être installé en 2015 sauf si la région Franche-Comté aura pas équipé ses engins de l'ERTMS.
La solution privilégiée est d'équiper la portion de ligne entre Le Locle et La Chaux-De-Fonds du système KVB.
Depuis le changement d'horaire du 13 décembre 2015, le BLS opère, en alternance avec les CFF, des liaisons directes RegioExpress  (reclassées InterRegio 66 depuis le changement d'horaire de décembre 2020) entre La Chaux-de-Fonds et Neuchâtel, afin de synchroniser ces dernières (désormais cadencées à la demi-heure) sur les correspondances au Pied-du-Jura. Ces liaisons sont assurées par des voitures tractées VU III, remplacées à partir de 2021 par du matériel FLIRT MIKA pour le BLS, et du matériel FLIRT pour les CFF,,. Au même changement d'horaire, la gare de Montmollin-Montezillon a été fermée au trafic voyageurs, et ce malgré avoir été rénovée et mise aux normes d'accessibilité aux personnes à mobilité réduite quelques années auparavant.
À la suite d'un incident sur la ligne après un problème d'adhérence d'un train en raison des conditions météorologiques, des rails ont dû être changés dans la nuit du 8 novembre 2019 au 9 novembre 2019. Un service d'autobus a été mis en service lors de la perturbation de circulation. Le soir même, les trains ont été remis en circulation avec une vitesse limite de 40 km/h dans la zone incriminée, portée à 70 km/h dès le lendemain à la suite du remplacement des rails, puis à sa vitesse nominale dans le courant de la semaine suivante après finition des travaux.
Du 31 août 2020 au 1er mars 2021, en raison d'une première phase de travaux de rénovation de la voie ferrée, les trains reliant Neuchâtel à la Chaux-de-Fonds furent remplacés par des autobus la nuit de 20 h 30 à 5 h 0 du matin.
Du 1er mars 2021 au 31 octobre 2021, la ligne est interrompue au trafic de manière permanente. Durant cette période, la ligne est également fermée au trafic entre le Locle et le col des Roches. L'objectif est d'assainir six tunnels dont deux de manière pérenne, à savoir les tunnels de Gibet et des Combes-Convers, qui feront partie du futur RER neuchâtelois.
Enfin, du 1er novembre 2021 au 28 février 2022, la ligne doit fermer de nouveau la nuit 20 h 30 à 5 heures du matin du lundi au vendredi, avec substitution par autobus.
Durant ces périodes de fermeture, il est également prévu de mettre en conformité les gares de Neuchâtel, Les Deurres et Corcelles-Peseux en réhaussant les quais à une hauteur de 55 cm afin de rendre accessible les trains de plain-pied. Le pont ferroviaire de Malakoff à la Chaux-de-Fonds doit être remplacé, la gare de Fiaz doit être construite et des sondages sont réalisés dans l'optique de transformer la section de Chambrelien à la Chaux-de-Fonds en voie verte. Des travaux de renouvellement de la voie sont également effectués sur la ligne du col des Roches à Morteau ainsi que l'assainissement du tunnel ferroviaire du col des Roches.
En date du 1er novembre 2021, après deux ans de travaux et près de 150 millions de francs d'investissement, la ligne a été ouverte à la circulation des voyageurs. La réouverture officielle s'est déroulée le 11 novembre 2021, en même temps que l'inauguration officielle de nouvelles rames MIKA du BLS.

### Raccordement des Convers
Quatorze ans plus tard, une nouvelle ligne ferroviaire aboutit à La Chaux-de-Fonds : venant de Bienne, le « Chemin de fer du Jura Bernois » (JB) entre en gare de La Chaux-de-Fonds le 30 avril 1874. La situation financière de la jeune compagnie n'est pas encore bien saine, et plutôt que de percer un long tunnel entre le Vallon de Saint-Imier et le plateau de La Chaux-de-Fonds, il est décidé de relier la gare des Convers, sur la ligne du Jura Industriel. Il n'est alors nécessaire de ne percer qu'un seul tunnel de 152 mètres.
L'aiguillage de raccordement est situé à la sortie de la gare des Convers, côté Chambrelien, et tourné en direction de Neuchâtel. Deux voies d'évitement sont construites côté JB. Ainsi, pendant quatorze années, lorsqu'un train venant de Bienne arrive aux Convers, la locomotive est placée à l'autre extrémité de la rame, puis le convoi est refoulé dans le tunnel des Loges, sur la voie JI, et enfin revient en gare et continue en direction de La Chaux-de-Fonds. Au retour, le train franchit sans arrêt la gare, s'engage dans le tunnel des Loges, et refoule sur les voies côté JB, afin de ne pas gêner l'exploitation sur la ligne JI. Il en résulte une importante augmentation du temps de voyage par rapport à un tracé direct.
Puis les finances permettent enfin le percement du tunnel des Crosettes (1 618 m). La ligne directe entre la Chaux-de-Fonds et le Creux est ouverte à l'exploitation le 17 décembre 1888, rendant ainsi superflu le raccordement entre Le Creux et Les Convers. Ce dernier, militairement stratégique, est maintenu durant quelques années, avant d'être définitivement déclassé au 1er juillet 1895, puis déferré. Les voies de raccordement aux gares du Creux et des Convers serviront de voies de garage jusqu'en 2000, année de leur dépose, et le tunnel du Creux, désaffecté et en grande partie effondré, subsiste encore de nos jours.
Il ne subsiste aujourd'hui quasiment plus rien des deux gares et plus aucun train n'y marque l'arrêt depuis 1995 ; seuls les quais et le bâtiment voyageurs du Creux témoigne encore de l'ancien raccordement.

### Fusions de compagnies
Le 1er mai 1875, le Jura Industriel est absorbé par le Jura Bernois ; ce dernier fusionnera au 1er juillet 1884 avec le Bern–Luzern-Bahn (BLB, chemin de fer Berne–Lucerne), pour devenir le « Chemin de fer Jura–Bern–Luzern » (JBL).
Le JBL connaîtra une nouvelle fusion (1er janvier 1890) avec le Suisse-Occidentale–Simplon (SOS) : le « Chemin de fer Jura-Simplon » est né ; il sera englobé par les Chemins de fer fédéraux suisses (CFF) dès le 1er mai 1903.

### Raccordement à la France
Le 4 août 1884, la Compagnie du Jura bernois met en service le tronçon Le Locle – Les Brenets-Col-des-Roches et prolonge ainsi la ligne PLM depuis Besançon, inaugurée le même jour ; la gare de La Chaux-de-Fonds est désormais directement raccordée au réseau ferré français. Cette liaison n'aura cependant toujours qu'une vocation régionale. Ce n’est finalement que le 28 mai 2000 que La Chaux-de-Fonds deviendra une gare internationale ! À cette date, les automoteurs SNCF assurant la relation Besançon - Le Locle sont autorisés à circuler sur le tronçon CFF jusqu’à La Chaux-de-Fonds.

### Électrification
La mise en service de l'électrification intervint le 4 octobre 1931 sur l'ensemble de la ligne, en 15 kV, 16⅔ Hz, selon la norme utilisée par les CFF. Les travaux d'électrification s'avéreront très laborieux, en raison en particulier du faible profil des tunnels, et nécessiteront d'importants travaux de génie civil dans ces ouvrages.

## Projets

### Projet de ligne directe entre Neuchâtel et la Chaux-de-Fonds
Au vu de la configuration de la ligne (large détour afin d'éviter de fortes rampes et rebroussement à Chambrelien), il n'est possible d'améliorer les temps de parcours que par l'évolution du matériel roulant ferroviaire, et l'infrastructure de la ligne a atteint ses limites, empêchant l'augmentation de la fréquence des trains. La liaison entre les deux plus grandes agglomérations du canton de Neuchâtel risque alors d'arriver à saturation.
À la fin des années 2000, un projet de ligne directe voit le jour : TransRUN (acronyme de Transport entre Régions Urbaines Neuchâteloises). Il prévoit la construction de deux tunnels à voie unique avec gabarit permettant la circulation de trains à deux étages, sous la Vue des Alpes (5,7 km) et sous la montagne de Chaumont (6,2 km), avec une gare de croisement à Cernier, sur le tronçon à ciel ouvert (1,3 km). La distance entre Neuchâtel et La Chaux-de-Fonds aurait alors été réduite dès décembre 2019 de 29.5 à 16,7 km et, avec la suppression du rebroussement, permettrait de diviser par deux le temps de trajet. Le raccordement du Val-de-Ruz au système ferroviaire en sept minutes aux deux villes du canton aurait permis une refonte des transports régionaux vers plus d'efficacité[évasif].
Mais les coûts considérables du projet (près d'un milliard de francs suisses) et la crainte d'une dette insoutenable pour le canton avait entraîné son abandon lors de la votation du 23 septembre 2012, par une courte majorité locale (50,29 % en faveur du rejet).
Toutefois, la Confédération a réintégré en 2019 ce projet dans sa planification ferroviaire 2035 ainsi que le principe d'un pré-financement par le canton de Neuchâtel, accepté dès 2015.
Le 21 juin 2020, les chambres fédérales ont définitivement validé le financement de la liaison ferroviaire entre les deux villes ce qui permettra des temps de parcours de 14 minutes avec un croisement et arrêt à la gare souterraine de Cernier,. Le Grand conseil neuchâtelois a accepté un crédit de 114 millions de francs suisses pour la gare de Cernier le 24 juin 2020
De 2021 à 2022, des chantiers importants sont entrepris pour la rénovation des tunnels de la ligne et de construire et pérenniser plusieurs infrastructures du futur RER neuchâtelois. L’objectif est d’assainir la ligne afin de maintenir le trafic ferroviaire d’ici à l’ouverture de la ligne directe entre le haut et le bas du canton d'ici 2035. 

### Une automatisation de la ligne?
Dans la NZZ am Sonntag du 4 décembre 2016, on rapporta que l'Office fédéral des Transports (OFT) prévoyait d'automatiser la nouvelle ligne directe entre La Chaux-de-Fonds et Neuchâtel (plébiscitée par le peuple lors d'une votation cantonale organisant la mobilité à l'horizon 2030) lors des discussions engagées pour la planification du futur du réseau ferré suisse. Cette décision a provoqué une levée de boucliers dans la plupart des forums de quotidiens suisses, 20 Minutes en tête. Alors que d'un côté, certains avancent les exemples du M2 lausannois ou des lignes 1 et 14 du métro parisien (notamment au sujet de la sûreté), la grande majorité des commentaires craignent que cela signe l'arrêt de mort du métier de pilote de locomotive, déjà fragilisé après l'annonce de la Südostbahn d'automatiser une partie de sa flotte. Bien que ce projet ne soit réalisé qu'à l'horizon 2030-2035, les mentalités ne semblent vraisemblablement pas prêtes à monter dans un train régional rapide (vitesse supérieure à 60 ou 80 km/h), au vu en particulier des conséquences en cas d'accident : qui serait responsable entre la machine et l'exploitant ? 
Les CFF se sont refusés à tout commentaire sur le sujet : le président Andreas Meyer s'était en effet refusé lors d'un précédent entretien dans la même NZZ am Sonntag à fournir une échéance claire sur ce chapitre.